# Cangas de Onís
Cangas de Onís (en asturiano: Cangues d'Onís) es un concejo de la comunidad autónoma del Principado de Asturias, España; una parroquia de dicho concejo; capital del concejo; y uno de los 18 partidos judiciales de Asturias.
El concejo de Cangas de Onís limita al norte con Parres y Ribadesella, al este con Onís y Llanes, al oeste con Amieva y Parres y al sur con la provincia de León. El lema que recoge su escudo es Minima Urbium Maxima Sedium. Cuenta con una población de 6209 habitantes (INE, 2020). En 1908 se concedió a Cangas de Onís el título de ciudad.

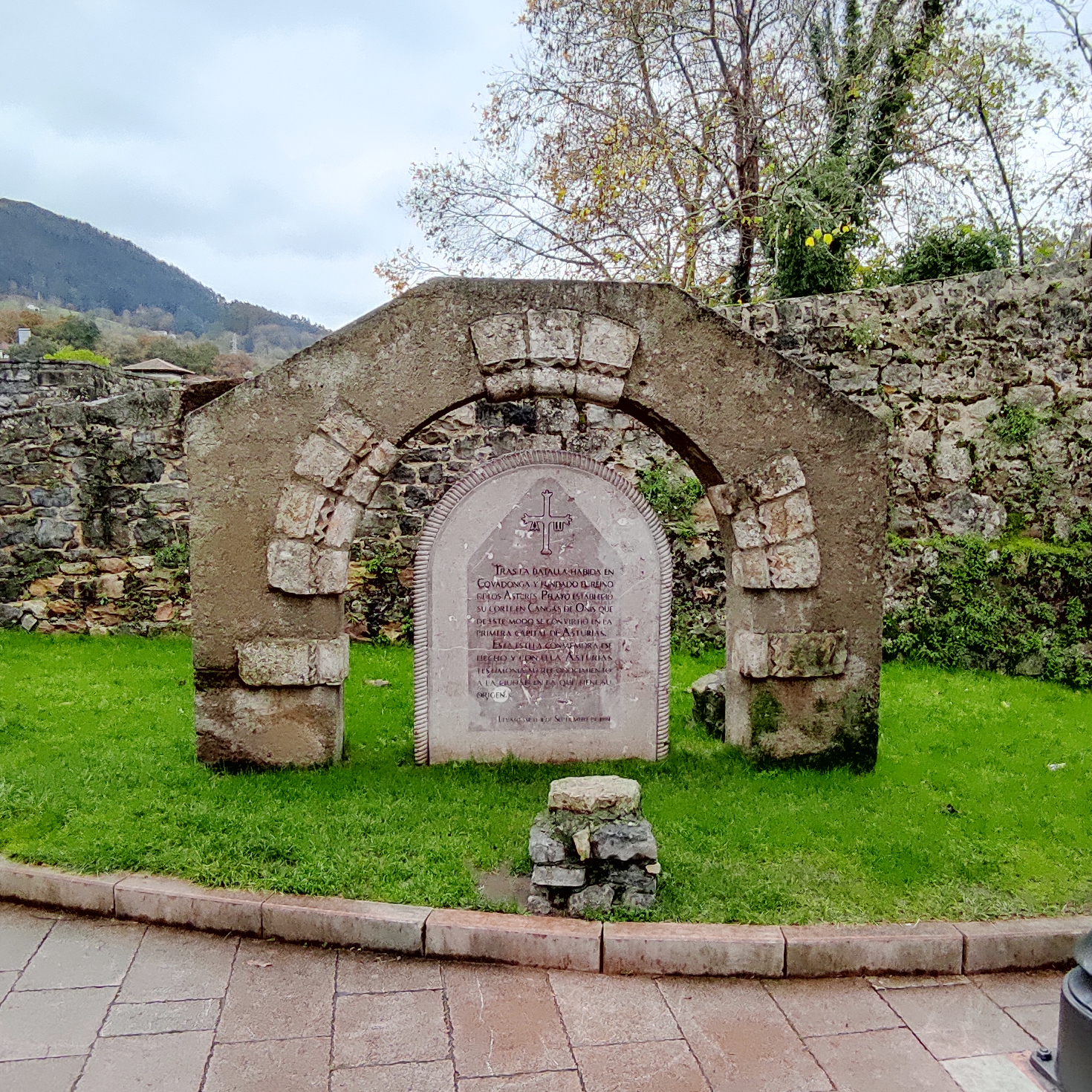
Estela conmemorativa de la capitalidad de Cangas de Onís, junto al puente romano

Cangas de Onís fue capital del Reino de Asturias hasta el año 774. En esta población se estableció el rey don Pelayo, y desde aquí emprendió con sus gentes acciones sobre los territorios del norte de España, como único foco de resistencia al poder musulmán, una vez desaparecido el Reino visigodo. En este término municipal tuvo lugar en el año 722 la batalla de Covadonga, donde don Pelayo venció a las fuerzas musulmanas y consolidó un poder y prestigio que le permitió permanecer independiente y fundar el primer reino cristiano posterior a la derrota de los visigodos en la batalla de Guadalete. Próximo a la ciudad de Cangas de Onís, se encuentra el Santuario de la Virgen de Covadonga, que alberga la tumba del rey don Pelayo.
Más de 2000 hectáreas del concejo forman parte del parque nacional de Picos de Europa. Dentro del parque se encuentra el conjunto monumental de Covadonga, donde se inició la Reconquista en el año 722. A 12 kilómetros de Covadonga se encuentran los llamados lagos de Covadonga (son tres: el Enol, el Ercina y el Bricial, aunque este solo tiene agua durante el deshielo), de gran relevancia en el ámbito ciclista. En la capital de Cangas de Onís se halla el conocido como "puente romano", aunque su construcción data en realidad de la Edad Media.
La población de Cangas de Onís está asentada en el entronque de los ríos Sella y Güeña, siendo este último tributario del anterior. En el valle situado entre ambos ríos se encuentra la capilla de la Santa Cruz, que fue un templo de época romana, reconstruido durante el reinado de Favila de Asturias.

## Geografía
Integrado en la comarca de Oriente, se sitúa a 71 kilómetros de Oviedo. El término municipal está atravesado por las siguientes carreteras:
- Carretera nacional N-634 (entre los kilómetros 332 y 342): permite la conexión con Oviedo y Santander.
- Carretera nacional N-625: permite la comunicación con León a través de los Picos de Europa.
- Carretera regional AS-114 (corredor de los Picos de Europa): conecta con Onís, Cabrales y Panes.
- Carretera comarcal AS-262, que permite la comunicación con Covadonga y el parque Nacional Picos de Europa.
- Carretera local de 1.º orden AS-340, que conecta con el municipio de Llanes.

| Noroeste: Parres | Norte: Ribadesella | Noreste: Llanes                   |
| Oeste: Parres    |                    | Este: Onís                        |
| Suroeste: Amieva | Sur: Amieva        | Sureste: Posada de Valdeón (León) |

### Orografía
El relieve del concejo es accidentado, con zonas especialmente montañosas y marcadas depresiones. Por el norte discurre el río Sella, haciendo de límite municipal con Parres desde Arriondas hasta que se adentra en Ribadesella. La sierra de Cuana, cuya máxima altitud asciende hasta los 900 m (cerro Mofrecho), hace de límite natural con Ribadesella. Al noreste, la sierra de la Cubeta (654 m), marca el límite con Llanes. Por el este, después del valle del río Güeña, aparecen las primeras sierras de los Picos de Europa, como la sierra de Covalierda (1135 m), haciendo de límite con Onís. El suroeste y el sur es la zona de mayor altitud, donde el Macizo del Cornión, en el corazón de los Picos de Europa, sirven de límite con la provincia de León y Amieva. Por el oeste, el río Dobra hace de límite con Amieva hasta su desembocadura en el río Sella, que de nuevo será el límite natural hasta Arriondas. La altura máxima del municipio corresponde al pico Torre de Santa María (2478 m), enclavado en el Macizo del Cornión, el más occidental y vasto de los Picos de Europa. Otras elevaciones destacadas son Torre del Medio (2465 m), Torre Cebolleda (2438 m) y Torre de la Canal Parda (2369 m), situadas en el mismo sector. No hay que olvidar los lagos de Covadonga (Enol y de la Encina), que están dentro del territorio de Cangas. La altitud oscila por tanto entre los 2478 m (Torre de Santa María) y los 20 m a orillas del río Sella. El pueblo se alza a 87 m sobre el nivel del mar.

## Vegetación
Sus condiciones de altura y orientación le hacen tener distintos tipos de vegetación según va descendiendo su altitud, pasando de los líquenes y plantas alpinas en alturas de 2500 m, a matorrales y brezos a los 800 y 1500 m, robles, hayas y fresnos en alturas que rondan los 400, y ya por debajo de estas alturas están las vegas de los ríos Sella y Güeña. Los bosques pastizales y matorrales completan su vegetación.

## Historia

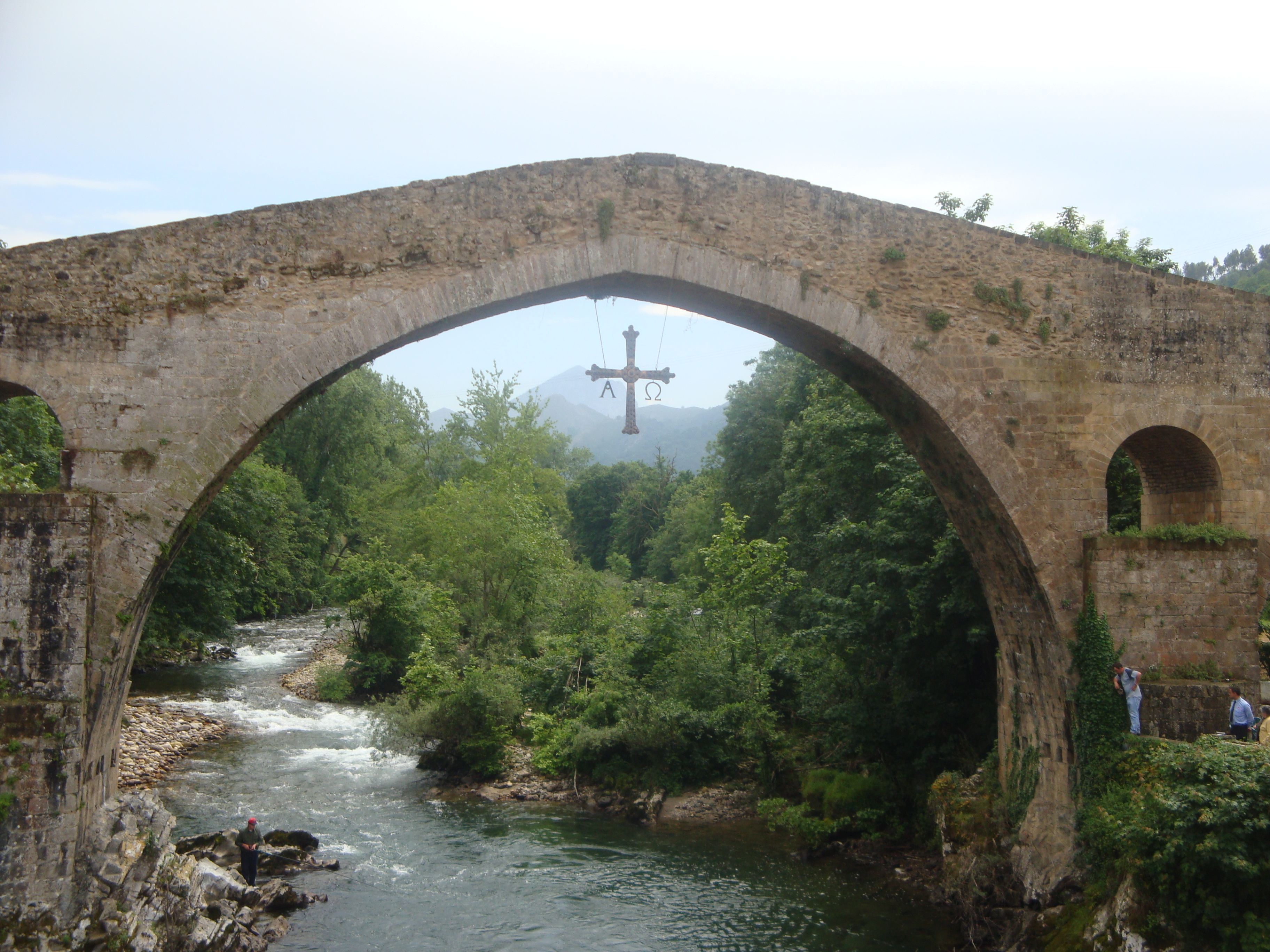
Puente de Cangas de Onís

### Prehistoria y Edad Antigua
Desde el Paleolítico Superior hay restos de vida humana. Así, están las cuevas del Buxu y las de los Azules. En la primera hay restos líticos y óseos, y pinturas rupestres de diversos tipos de animales mezclados con motivos geométricos. En la cueva de los Azules se ha encontrado un cadáver y un rico utillaje.
Del Neolítico, tenemos también restos en las cuevas de Salmula, Trespando y el Cuelebre. Del mismo modo también encontramos dólmenes como el de Santa Cruz, que es el mejor conservado. Consta de cinco grandes piedras que forman la cámara dolménica. Un elemento muy importante de este dolmen es la decoración pictórica y de grabados que tiene su parte interior.
La época de la romanización debió de ser bastante intensa ya que el Sella era el límite entre los pueblos cántabro (los Orgenomescos) y astur. Estos pueblos unidos lucharon contra la invasión romana. Para asegurarse su romanización tuvieron que construir una calzada que unía esta zona con Cantabria.

### Edades Media y Moderna
Tras la victoria de Covadonga en el 722 Pelayo elige como capital del reino Cangas de Onís, para aprovechar el existente poblado romano. Entre sus sucesores está Alfonso I de Asturias, que aumentó las fronteras del reino y repobló con gentes cristianas de la meseta zonas de Asturias.
En el siglo XII, ya se empiezan a tener pruebas de una demarcación canguesa, pero siendo sus límites diferentes a los conocidos, incluso en el siglo XIII, sigue este territorio sin tener un apelativo.
Es en el siglo XIV, en un inventario de derechos del episcopado de Oviedo en el que aparece la zona con la denominación de Cangas de Onís. Otro ejemplo está en el testamento de Enrique II de Castilla que amplia los señoríos de su hijo bastardo, incluyendo el concejo de Cangas de Onís que volvería en años más tarde a la corona de nuevo.
En el siglo XVI, ya aparece Cangas de Onís, como entidad concejil y figura en la Junta General del Principado de Asturias celebrada en 1504 en el convento ovetense de San Francisco. Estos cargos recaen en estas fechas en miembros de familias ilustres de la comarca. En lo referente a Covadonga fue Felipe III, quien comienza a transformar el Real Sitio, gracias a los esfuerzos de los diferentes abades, realizando obras de importancia en la cueva, pero a consecuencia de un incendio se perdieron todas las imágenes, joyas, etc. Este incendio traerá algo muy favorable y es que Carlos III se preocupa por el Real Sitio y realizará una serie de obras y proyectos, como fueron la construcción de un nuevo templo y mejoras en las comunicaciones trayendo todo esto un comercio mucho más vivo lo que dará un empuje a la vida del concejo.

### Edad Contemporánea
El siglo XIX, traerá la Guerra de la Independencia Española, se crea el regimiento de Cangas de Onís y la villa pasará a ser capital de uno de los gobiernos militares. Fueron ocupados varias veces por tropas francesas dando como resultado multitud de personas muertas por ambos bandos. La desamortización de Mendizábal también trajo cambios, ya que fueron vendidos los bienes del monasterio de San Pedro de Villanueva, menos el edificio del monasterio y la iglesia, y los bienes de Covadonga, menos los bienes más cercanos. Las guerras carlistas, también tuvieron su repercusión ya que la villa y sus pueblos fueron ocupados. A mediados del siglo XIX Cangas de Onís tiene un gran crecimiento debido a diferentes mejoras como fueron las carreteras del Pontón y la de Ribadesella. La explotación minera de Buferrera por una compañía inglesa que empleara gran cantidad de mano de obra, tanto local como de los concejos de toda Asturias.
En el siglo XX, se creará el parque nacional de la Montaña de Covadonga. Este siglo también traerá el cierre de las minas de Buferrera, que tanta mano de obra había traído en el siglo pasado. Pero algo que fue un duro golpe, fue la guerra civil española que trajo una gran destrucción a todo el concejo, siendo bombardeada la capital varias veces, colocando el bando republicano cargas sobre los puentes del río Sella para destruirlos. Incluso durante la postguerra hubo problemas, ya que actuaron en el concejo partidas guerrilleras, trayendo en consecuencia represalias. Todo esto condujo a Cangas de Onís a una dura y difícil posguerra.
Otro acontecimiento histórico a destacar es que en el año 1978, Cangas de Onís, volvió a ser la capital del Principado de Asturias, ya que en el salón de sesiones del ayuntamiento, se acogía la constitución del Consejo Regional de Asturias, futura Junta General del Principado y ente encargado de la elaboración del Proyecto de Estatuto de Autonomía.

## Demografía
El concejo cuenta con una población de 6316 habitantes (INE 2024). Sus principales núcleos por orden de población son: Cangas de Onís que es su capital, Mestas de Con, Soto de Cangas, Corao, Llano de Con, Labra y Triongo.
| Gráfica de evolución demográfica de Cangas de Onís entre 1842 y 2021                                                |
| |
| Población de derecho según los censos de población del INE Población de hecho según los censos de población del INE |

Su evolución tiene diferentes aspectos, mientras su capital está creciendo en los últimos años, toda su población rural disminuye. Su máxima cota de población la tuvo a mediados del siglo XX, con 11 307 habitantes, teniendo un declive que llega hasta nuestros días y que hace que la población actual sea de 6316 habitantes (INE 2024).
Todo este descenso es debido a una emigración originada por culpa de no poder mantener su población, y que ha hecho que su pirámide demográfica esté marcada por una diferencia muy grande, entre nacimientos y defunciones, así por ejemplo sólo el 20 % de la población está entre los 20 y los 40 años, ya que mucha de su población ha emigrado de forma masiva saliendo por el puerto de Ribadesella[cita requerida].
Los pueblos del municipio con mayor población (2020):
- Cangas de Onís - 3733 hab.
- Soto de Cangas - 144 hab.
- Mestas de Con - 138 hab.
- Coviella - 131 hab.
- Las Rozas - 119 hab.
- Nieda - 100 hab.
- Corao - 98 hab.
- Triongo - 95 hab.
- Intriago - 92 hab.
- Caño - 88 hab.

## Economía
Su actividad económica principal se basa en el turismo. Las visitas al Santuario de Covadonga y los lagos, son de largo uno de los emplazamientos turísticos más visitados dentro de todo el Principado de Asturias, siendo por este motivo, uno de los concejos que mayor número de visitantes recibe en todo el oriente de la región.

## Administración y política

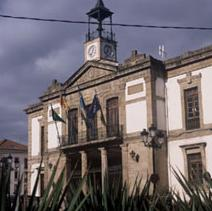
Casa consistorial

### Gobierno municipal
En el concejo de Cangas de Onís, desde 1979, el partido que más tiempo ha gobernado ha sido el Partido Popular. El actual alcalde es el popular José Manuel González Castro, quien gobierna desde 2011.
| Periodo   | Nombre                        | Partido | Partido                                    |
| --------- | ----------------------------- | ------- | ------------------------------------------ |
| 1979-1983 | Luis Miguel Ortiz Cortés      |         | Unión de Centro Democrático (UCD)          |
| 1983-1988 | Juan Antonio Vega Díaz        |         | Alianza Popular (AP)                       |
| 1988-1991 | María del Pilar Díaz Junco    |         | Alianza Popular (AP)                       |
| 1991-1995 | Alfredo García Álvarez        |         | Federación Socialista Asturiana (FSA-PSOE) |
| 1995-1999 | Miguel Ángel Villoria Noriega |         | Partido Popular (PP)                       |
| 1999-2011 | Alfredo García Álvarez        |         | Federación Socialista Asturiana (FSA-PSOE) |
| 2011-act. | José Manuel González Castro   |         | Partido Popular (PP)                       |

| Partido político    | Partido político                                                                | 1987   | 1991   | 1995   | 1999   | 2003   | 2007   | 2011   | 2015   | 2019   | 2023   |
| Partido político    | Partido político                                                                | Ediles | Ediles | Ediles | Ediles | Ediles | Ediles | Ediles | Ediles | Ediles | Ediles |
|                     | Partido Popular (PP)                                                            | 8      | 5      | 7      | 5      | 5      | 6      | 4      | 8      | 8      | 9      |
|                     | Federación Socialista Asturiana (FSA-PSOE)                                      | 4      | 7      | 6      | 7      | 8      | 7      | 6      | 3      | 3      | 3      |
|                     | Foro Asturias (FAC)                                                             | —      | —      | —      | —      | —      | —      | 3      | 1      | 1      | —      |
|                     | Cangues Puede-Podemos                                                           | —      | —      | —      | —      | —      | —      | —      | 1      | 1      | 0      |
|                     | Partido Comunista de España (PCE)-Izquierda Unida (IU)-Bloque por Asturies (BA) | —      | 0      | 0      | 0      | 0      | 0      | 0      | 0      | Pod.   | Pod.   |
|                     | Unión de Centro Democrático (UCD)-Centro Democrático y Social (CDS)             | 1      | 1      | —      | —      | —      | —      | —      | —      | —      | —      |
|                     | Unión Renovadora Asturiana (URAS)                                               | —      | —      | —      | 1      | 0      | 0      | —      | —      | —      | —      |
|                     | Vox                                                                             | —      | —      | —      | —      | —      | —      | —      | —      | —      | 1      |
| Total de concejales | Total de concejales                                                             | 13     | 13     | 13     | 13     | 13     | 13     | 13     | 13     | 13     | 13     |

### Organización territorial

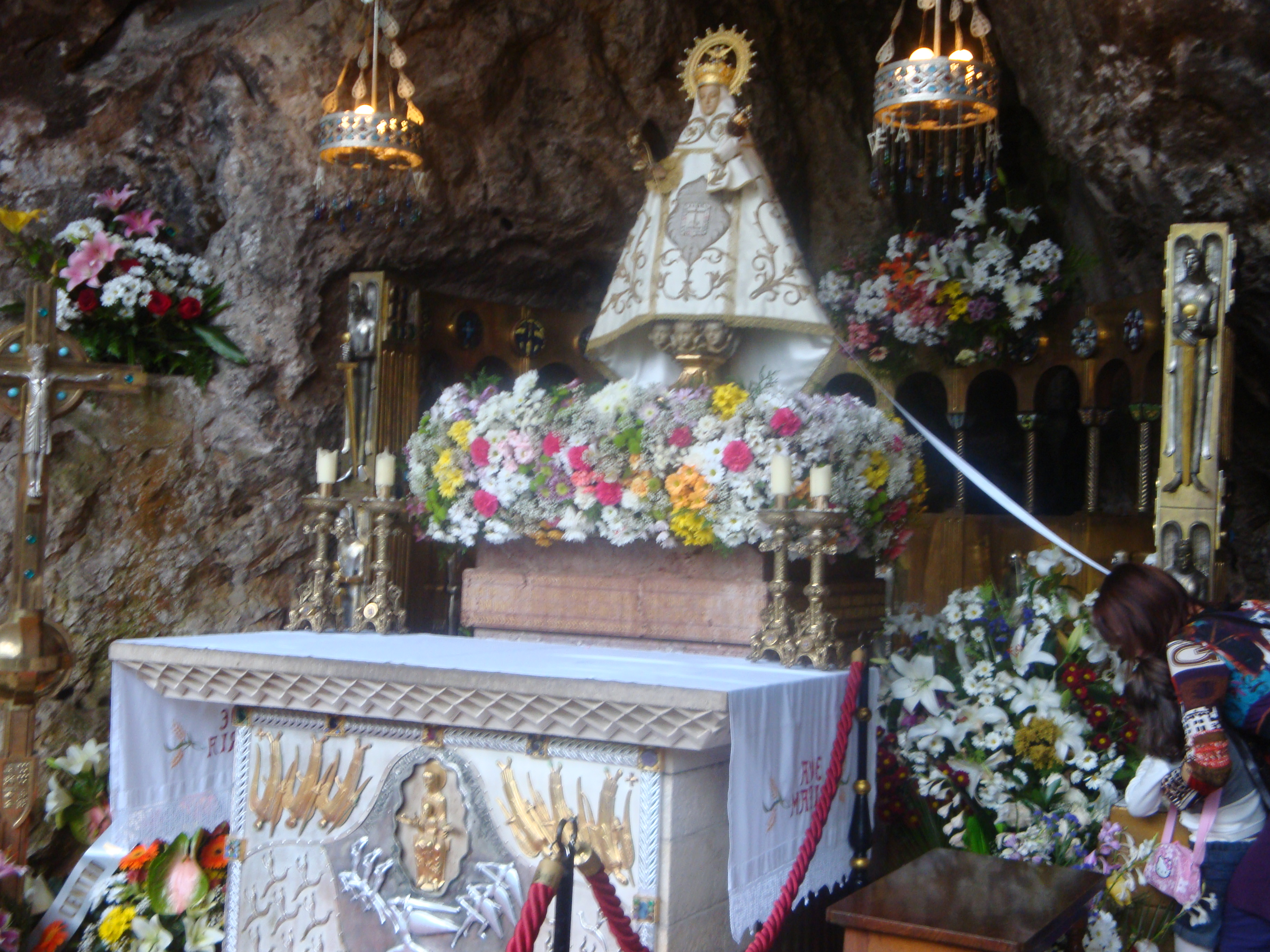
Virgen de Covadonga en su gruta

El concejo de Cangas de Onís está dividido en 11 parroquias:
- Abamia
- Cangas de Onís
- Con
- Covadonga
- Grazanes
- La Riera
- Labra
- Margolles
- Triongo
- Villanueva
- Zardón

## Cultura

### Patrimonio

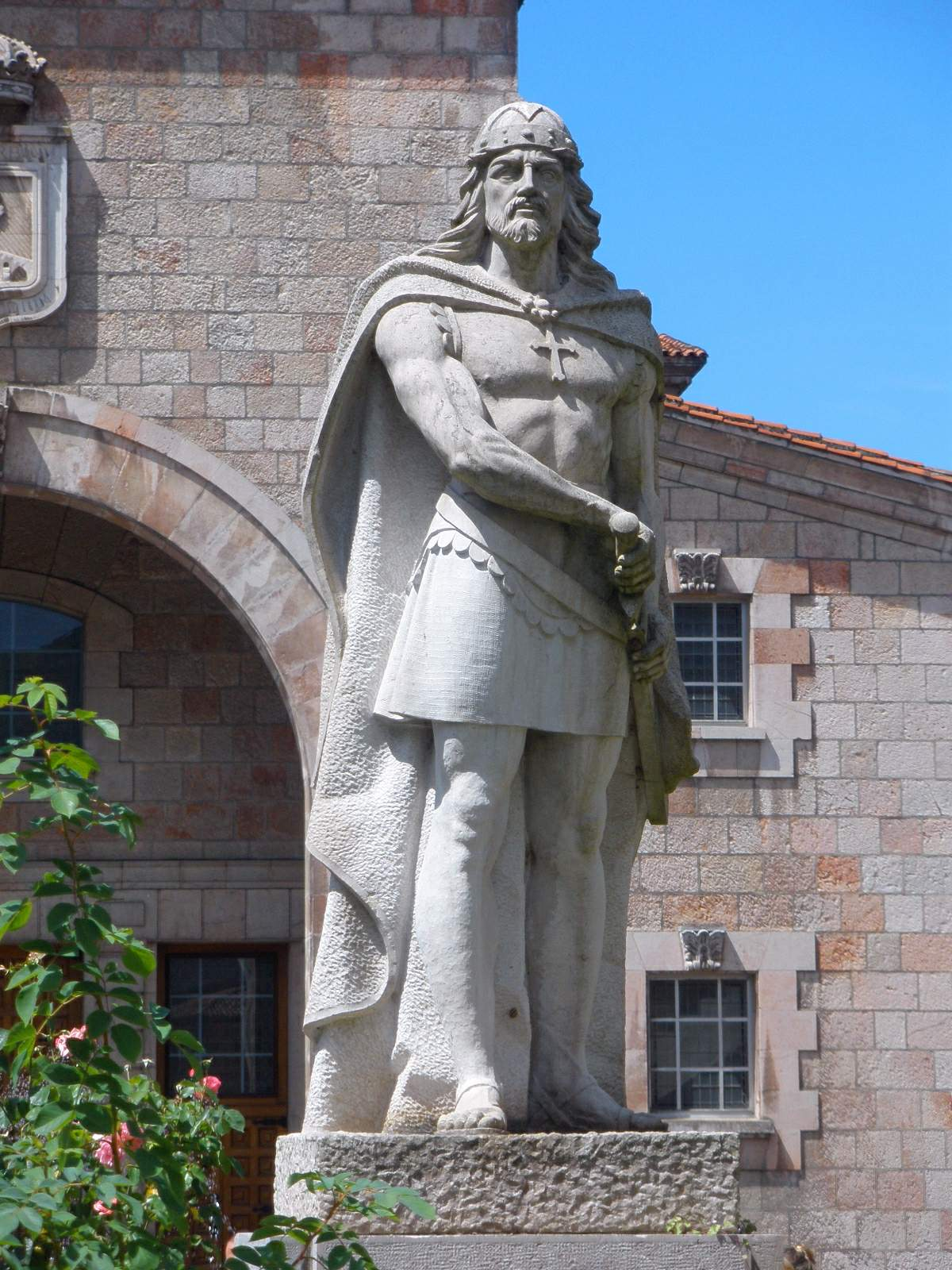
Monumento a don Pelayo

Hay que destacar que Cangas de Onís por ser el lugar elegido por la nueva monarquía asturiana tiene una serie de construcciones regias que comienzan en el siglo VIII.
- La iglesia de la Santa Cruz, construida en el 733, se tiene una idea aproximada de como fue, gracias a la documentación que nos llega en el siglo XVI que la describe como una iglesia de tres naves con cripta. Se cree que hubiera podido existir un templo anterior a este, construido por Favila de Asturias. Su estado actual es una reconstrucción hecha por Luis Menéndez-Pidal y Álvarez, en la posguerra, ya que fue destruida para dejar al descubierto el dolmen, consta de un pórtico con una columna toscana sobre un alto pedestal, son importantes los relieves de este pedestal y una escalera de acceso que se cierra en el lateral con un muro liso rematado por un campanario. El interior es una capilla rectangular con la cabecera plana y cubierta abovedada, en su cripta está el dolmen. Es Monumento Histórico Artístico.
- El puente. Aunque es conocido como el puente romano, su construcción fue durante el reinado de Alfonso XI con su famoso arco peraltado y otros dos arcos menores que son desiguales, este puente bien pudiera ser una reconstrucción de otro anterior, ya que esta zona sufrió una gran romanización. Esta construcción es conocida como el puentón. Es Monumento Histórico Artístico.
- El palacio de Cortés (Cangas de Onís), del siglo XVIII, de planta rectangular con capilla adosada a un extremo. Su puerta es de arco de medio punto sobre pilastras. El palacio es de dos plantas y una tercera abuhardillada. Su entrada se hace a través de un gran portalón, rematado en arco carpanel que da acceso a un gran zaguán de donde sale una escalera en dos tramos. Destacable el gran alero de madera del edificio.
- La antigua Audiencia, es el actual ayuntamiento de Cangas de Onís, es una obra ecléctica con mezcla clasicista. Tiene un cuerpo central con dos laterales, el principal tiene una escalinata que accede a un pórtico columnado donde está la entrada.

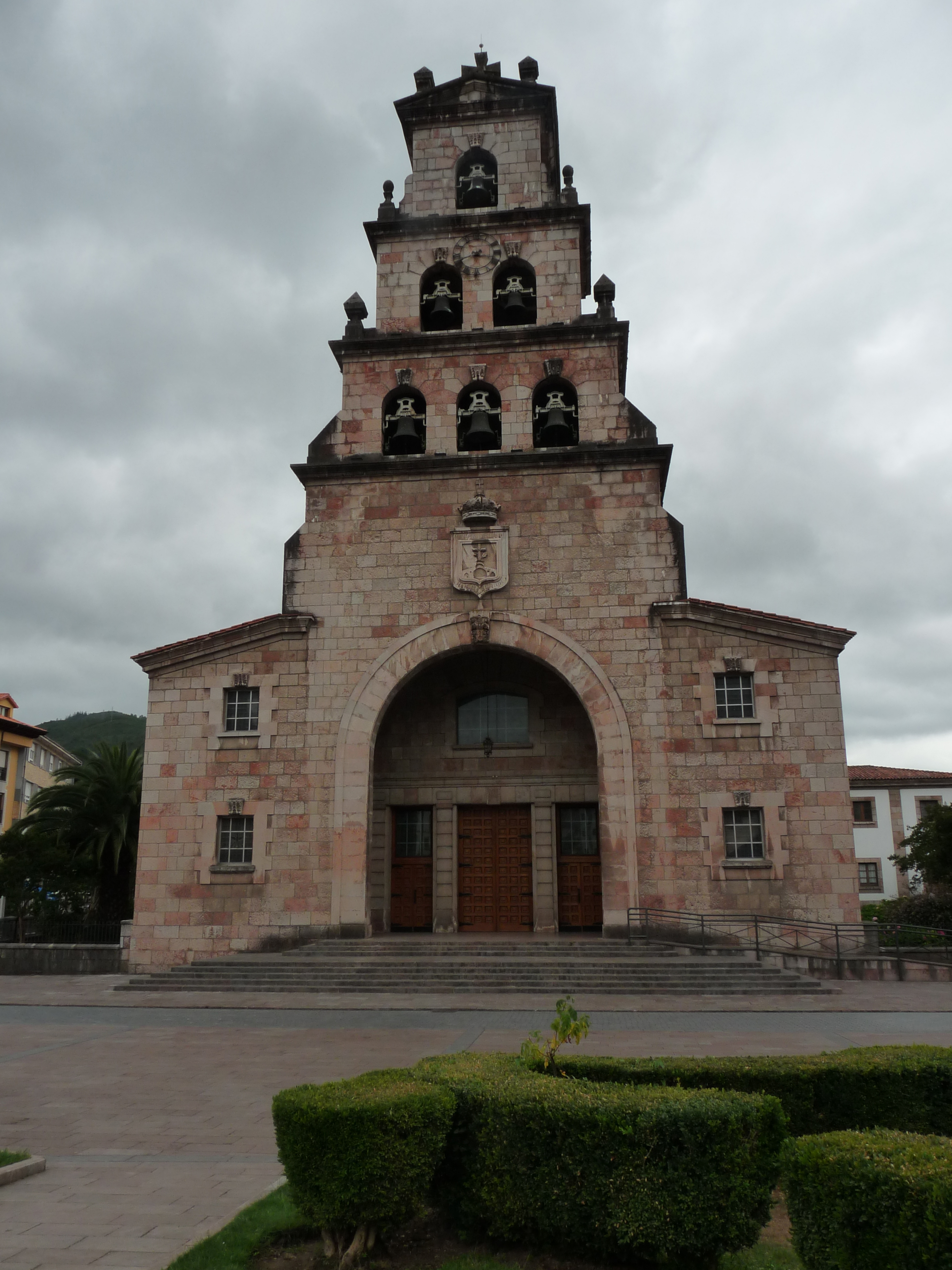
Iglesia de Santa María de la Asunción, también llamada de Arriba

- La iglesia de Santa María. Su primera estructura fue de un templo medieval que fue ampliado por Manuel Martín Rodríguez, siguiendo unas líneas neoclásicas. Sufrió diferentes reformas en el XVIII y quedó dañada en la Guerra Civil. Con la construcción del nuevo templo, quedó cerrada al culto
- La iglesia parroquial de Santa María de la Asunción, data de mediados del siglo XX. El templo tiene planta de cruz latina, tres naves, crucero, y sobre este una torre. En la cabecera varias dependencias auxiliares. Es de destacar su vistoso campanario de tres pisos escalonado, que decrece en anchura rematado por un frontón triangular.
- El chalet de D. Constantino González (del arquitecto Miguel García Lomas), denominado Villa María, es de planta rectangular con una torre cuadrada en un lateral, cubierta a cuatro aguas con torre acristalada. Tiene un gran pórtico con escalera que está precedido por dos gruesas columnas toscanas. En la parte trasera hay unas construcciones auxiliares, típicas de las casas de indianos.
- El palacete de Enrique Monasterio, más conocido por villa Monasterio, es de estilo autóctono dentro de la arquitectura indiana, tiene una característica y es que la primera planta está destinada a vivienda, mientras que la planta baja está destinada a tienda. Su fachada principal es de disposición simétrica, cuyo centro lo marca el cuerpo abuhardillado, repartiendo cuatro vanos en cada planta.
- Iglesia de Santa Eulalia de Abamia, situada en Abamia, en las cercanías de Corao, es un templo cuyos inicios se remontan a la época visigótica, se da la circunstancia de que en este lugar existía un dolmen, aspecto que comparte con la capilla de la Santa Cruz y otros de la comarca como la iglesia de Mián en Amieva, parece que los dolmenes resultaban atractivos para fijar lugares de culto cristiano. Fue el primer lugar de enterramiento de don Pelayo y su mujer.

#### Covadonga

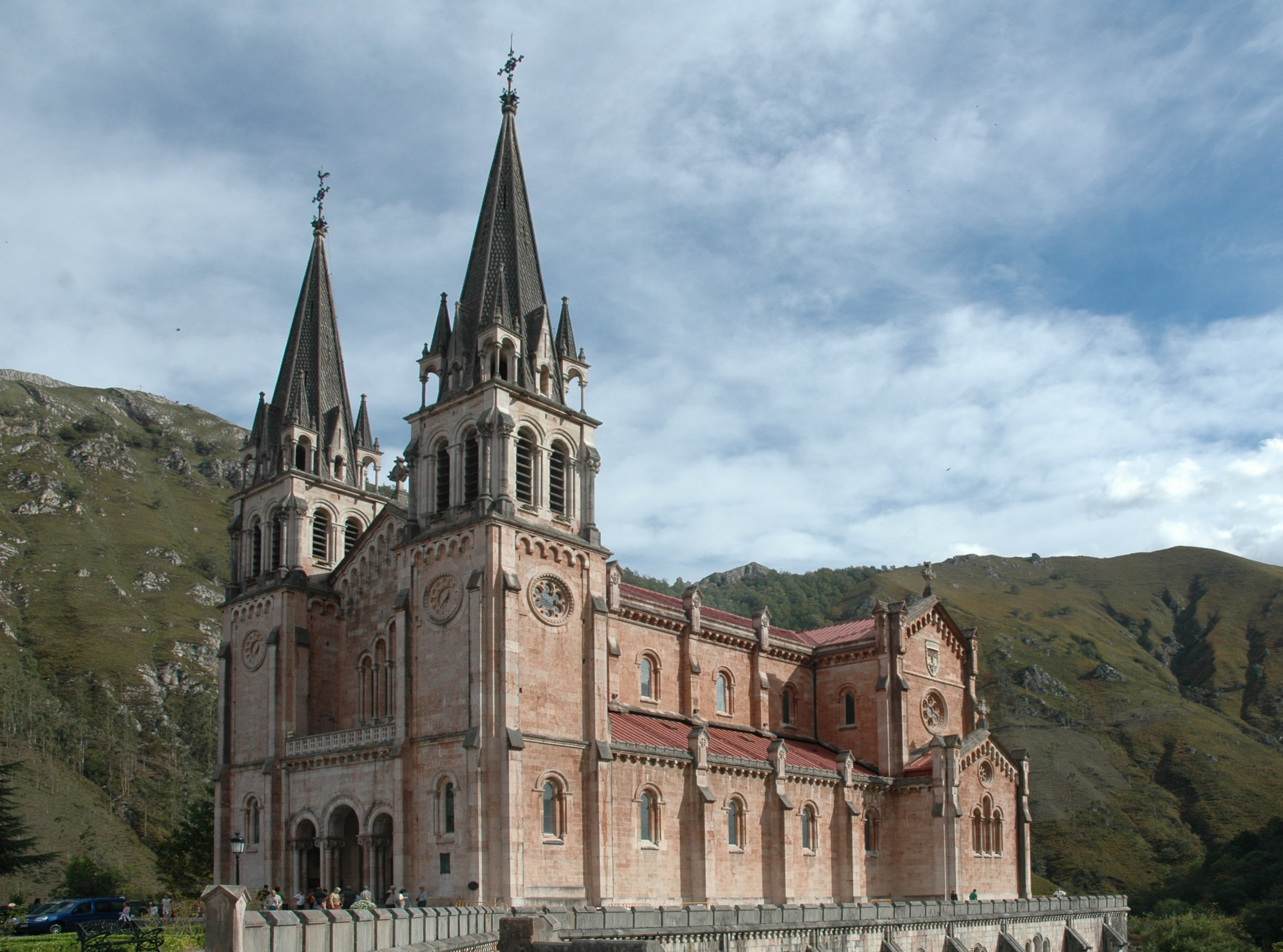
Basílica de Covadonga

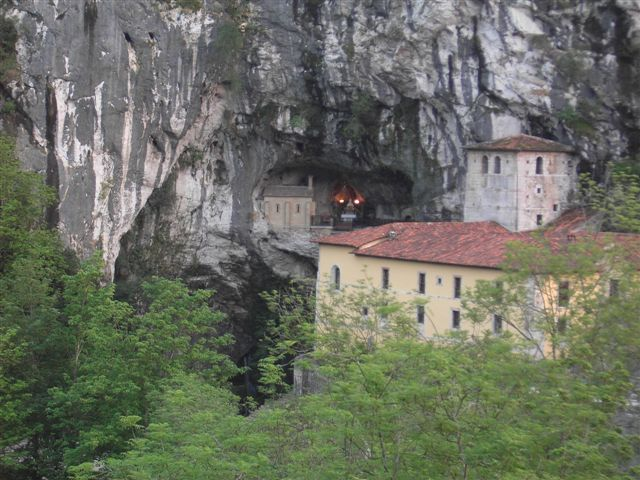
Santa Cueva de Covadonga

La arquitectura no podía estar ausente en un lugar como Covadonga. Las primeras noticias nos llegan con Alfonso I que funda un monasterio y una iglesia, otros documentos nos llevan a Alfonso II de Asturias que nos dicen que ya existía una iglesia de madera erigida en la propia cueva, se trataría sin duda de una iglesia rupestre que sería un tejado sobre vigas de madera que estaría encajado entre las rocas.
Hay gran cantidad de diferentes monumentos a destacar entre iglesias, palacios y casonas, en esta zona. Entre las que destacaremos:
La Real Colegiata de San Fernando, del siglo XVII, de aspecto austero y planta rectangular a dos alturas. El cuerpo bajo tiene arcos sobre pilares, mientras que el segundo tiene una balaustrada torneada, en uno de sus extremos hay una torre cúbica. Su portada se decora con molduras barrocas teniendo encima un balcón y encima de este un ático blasonado que termina en un frontón triangular, hubo un derrumbe de la montaña que afectó a un trozo de la Colegiata.
La Basílica de Santa María la Real de Covadonga hasta llegar a su construcción, hay que detallar su historia.
En 1777 hubo un incendio que destruyó el viejo templo, se decidió levantar uno nuevo que sería un monumental santuario, para lo que se pidió limosna en toda España, con la oposición del cabildo, ya que los canónigos querían reconstruir el templo de la Santa Cueva y el santuario ideado por Ventura Rodríguez, que nunca pudo llevarse a cabo.
La gran construcción no llega hasta un siglo después y sería Alfonso XII de España, el que daría un empuje a esta obra. El diseño clasicista de Ventura Rodríguez, dará paso aun diseño neomedievalista. La idea original de este templo fue del erudito alemán conocido como El alemán de Corao (Roberto Frassinelli), que era gran dibujante pero no era arquitecto y tuvo que ceder su puesto al arquitecto Aparici, titulado de la Academia de San Fernando, aun así El Alemán tuvo tiempo de dirigir las obras de la cripta.
La basílica está dispuesta sobre una gran terraza, tiene tres naves con un transepto de por medio y en la cabecera tres ábsides escalonados, las naves están cubiertas con bóvedas de aristas. Su fachada principal tiene un pórtico con tres arcadas que dan paso a las puertas, esta fachada está marcada dentro de dos esbeltas torres terminadas en agujas. El edificio se destaca por tener un volumen muy macizo. Tiene una tonalidad rosácea por el tipo de piedra caliza que resalta con el verde del paisaje.
En la explanada de la Basílica hay:
- La Campanona, campana de tres metros de altura y 4000 kilogramos de peso construida en 1900 en La Felguera, donada por el conde italiano Sizzo-Noris y Luis Gómez Herrero.
- La estatua de bronce de don Pelayo de 1964, del escultor Eduardo Zaragoza.
- El obelisco con la cruz de la Victoria es de 1857, levantado por los duques de Montpensier, la tradición dice que fue el lugar en que don Pelayo fue coronado rey.
- El monasterio de San Pedro de Villanueva, es Monumento Histórico Artístico. Se cree que fue fundado por Alfonso I de Asturias pero fue reformado en diferentes épocas. Del románico conserva parte de sus muros, sus tres ábsides escalonados y semicirculares. En el siglo XVII, se construye el nuevo claustro de planta rectangular con dos niveles, el inferior de arcos de mediopunto y el superior con arcos carpaneles. En 1687, se reforma el monasterio dándole su portada Barroca, coronado con un frontón. En el siglo XVIII, hay otra reforma, poniendo nave única, y la cubierta de madera.

### Fiestas
En junio están las fiestas del patrono de Cangas de Onís, San Antonio de Padua el día 13 que se traslada al santo desde su capilla a la parroquia, con procesión por la mañama y como cierre normalmente el siguiente domingo después de San Antonio, día llamado La jira, se hace un espectáculo de fuegos artificiales junto al puente romano, el día 12 por la noche es la joguera en la cual se salta una hoguera y las fiestas San Pedro en Villanueva.
- En julio el Santo en Teleña y Santa Lucía en Soto de Cangas.
- En agosto Nuestra Señora, en Corao; San Cayetano, en Mestas de Con; San Roque, muy celebrado en diferentes núcleos como Las Rozas, el Llano y en Llano de Con.
- En octubre el Pilar el día 12 que se celebra en la capital el Certamen del Queso de los Picos y la Feria de la Miel.

Dentro de todas las celebraciones del concejo destacamos algunas fiestas consideradas como las más importantes, como son las de:
- La fiesta del Pastor en Vega de Enol, el 25 de julio. Aquí los pastores de la montaña eligen a los celadores que regirán los pastos durante el año, paralelamente hay actividades folclóricas y deportivas que cada año atraen a más visitantes.
- El día de Nuestra Señora de Covadonga, en honor a la Santina, patrona del Principado de Asturias, es el día 8 de septiembre con gran asistencia de peregrinos y peregrinas al santuario. Hay solemne misa y procesión de la imagen, también tiene restos de leyenda, pues esta dice que si se bebe de todos los caños de la fuente las mozas se casan dentro del año.

## Ciudades hermanadas
- León, México